# Dùn Mór Vaul
Dùn Mór Vaul är en fornlämning i kommunen Argyll and Bute i Skottland. Den är en så kallad broch, det vill säga en typ av fornborg, och antas ha anlagts under järnåldern, vilket i Storbritannien motsvarar perioden 800 f.Kr. till 200 e.Kr. 
Dùn Mór Vaul ligger på ön Tiree. Fornlämningen ligger 6 meter över havet och terrängen runt platsen är mycket platt. 